# Bitwa w cieśninie Badung
Bitwa w cieśninie Badung – starcie morskie w nocy z 19 na 20 lutego 1942 roku podczas II wojny światowej, między flotą aliancką a japońską, zakończone taktyczną porażką aliantów, mimo ich znacznej przewagi.

## Podłoże
Równocześnie z atakiem na amerykańską bazę morską Pearl Harbor 7 grudnia 1941 roku, zapoczątkowującym działania II wojny światowej na Pacyfiku, Japończycy skierowali swoje główne uderzenie na południe, w celu zajęcia w pierwszym rzędzie archipelagów Filipin i Indonezji oraz półwyspu Malajskiego. Obszar Indonezji stanowił wówczas kolonię holenderską – Indie Wschodnie. Po zatopieniu dwóch brytyjskich okrętów 10 grudnia 1941 pod Kuantanem, flocie japońskiej przeciwstawić się mogły jedynie stosunkowo nieliczne i rozproszone siły państw alianckich na tym obszarze. 3 stycznia 1942 roku utworzono wspólne dowództwo nad sprzymierzonymi siłami brytyjskimi, amerykańskimi, holenderskimi i australijskimi na obszarze południowo-wschodniej Azji, nazwanymi ABDA (skrót od nazw sprzymierzonych państw). 15 stycznia dowództwo nad flotą ABDA objął amerykański wiceadmirał Hart. Jej główną bazą była Surabaja na Jawie. 3 lutego sformowano Zespół Uderzeniowy sił ABDA (ABDA Striking Force), pod dowództwem holenderskiego kontradmirała Karela Doormana. Skład zespołu zmieniał się w czasie, jednakże jego trzon stanowiły przez większość czasu trzy holenderskie krążowniki lekkie: „De Ruyter” (okręt flagowy kadm. Doormana), „Java” i „Tromp”.
Japońskie siły, po wylądowaniu na Borneo w grudniu i Celebes w styczniu, prowadziły dalszą ekspansję na południe, w kierunku Jawy i Sumatry. 17 lutego wyszedł w morze japoński niewielki zespół desantowy dowodzony przez kontradmirała Kyuji Kubo, złożony z dwóch transportowców wojska „Sagami Maru” (pojemność 7189 BRT) i „Sasago Maru” (8260 BRT) z 3. batalionem 1. pułku 48. Dywizji Piechoty, w osłonie 4 dużych niszczycieli typu Asashio. Konwój był dodatkowo osłaniany od północy przez zespół dalekiej eskorty w składzie lekkiego krążownika „Nagara” (okręt flagowy kontradmirała Kubo) i 3 niszczycieli „Hatsushimo”, „Nenohi” i „Wakaba”. Wieczorem 18 lutego zespół desantowy, płynąc przez cieśninę Lombok, przybił do południowego wybrzeża wyspy Bali w cieśninie Badung, a około 2 w nocy rozpoczął się wyładunek sił w celu uchwycenia lotniska Den Passar na wyspie. Zajęcie lotniska pozwoliłoby Japończykom bez ograniczeń bombardować Jawę, a przede wszystkim bazę w Surabai.

## Starcie
Kontradmirał Doorman postanowił zaatakować japoński konwój siłami Zespołu Uderzeniowego, podzielonymi na trzy grupy. Pierwsza składała się z krążowników holenderskich „De Ruyter”, „Java” i 4 niszczycieli – holenderskich „Piet Hein” i „Kortenaer” oraz amerykańskich starszego typu Clemson (flush-deck – gładkopokładowego) USS „John D. Ford” i „Pope”. Grupa ta wyszła z portu Cilacap (Tjilatjap) na południu Jawy wieczorem 18 lutego. Niszczyciel „Kortenaer” jednak wychodząc z portu wszedł na mieliznę i został uszkodzony; po ściągnięciu go musiał udać się na naprawę do Surabai, nie biorąc udziału w dalszej akcji. W tym czasie z Surabai na północy Jawy wyszła druga grupa, składająca się z małego krążownika „Tromp” i 4 amerykańskich starych niszczycieli typu Clemson: USS „Stewart”, „Parrott”, „John D. Edwards” i „Pillsbury” i przeszła przez cieśninę Bali na południe, na Ocean Indyjski. Trzecią grupę miały stanowić holenderskie kutry torpedowe, mające dobić uszkodzone jednostki wroga.
Jako pierwsze okręty japońskie zostały zaatakowane jeszcze w nocy z 18 na 19 lutego torpedami patrolującego amerykańskiego okrętu podwodnego USS „Seawolf”, po czym brytyjskiego HMS „Truant”, jednakże bez rezultatów; oba okręty zdołały następnie ujść spod bomb głębinowych eskorty. Następnie, siły desantowe były atakowane rano 19 lutego przez 13 amerykańskich bombowców B-17 i 7 A-24, które jedynie uszkodziły bombą maszyny transportowiec „Sagami Maru”. Mimo to desant przeprowadzono bez większego oporu i do godzin przedpołudniowych 19 lutego lotnisko zostało zajęte przez Japończyków.
Pierwsza grupa okrętów ABDA wpłynęła od południa do cieśniny Badung późnym wieczorem 19 lutego, zastając tam ok. godziny 23 przy brzegu Bali podnoszące właśnie kotwice japońskie niszczyciele „Oshio” i „Asashio” oraz transportowiec „Sagami Maru”. Dwa holenderskie krążowniki następnie przepłynęły cieśniną, otwierając ogień do okrętów japońskich. Oba niszczyciele podjęły walkę. Pomimo jednak zdecydowanej przewagi w artylerii po stronie alianckiej, artylerzyści japońscy byli lepiej wyszkoleni w bojach nocnych. Krążownik „Java” został nieszkodliwie uszkodzony jednym pociskiem, natomiast japońskie okręty nie zostały trafione. Po kilku minutach walki, krążowniki odpłynęły na północ w błędnym przekonaniu, że zadano straty Japończykom; pozbawiając tym samym ochrony własne niszczyciele, które właśnie nadpłynęły na pole walki. Japończycy wkrótce trafili wieloma pociskami oraz torpedami czołowy niszczyciel „Piet Hein”, który szybko zatonął ok. 23:16. Dwa płynące dalej amerykańskie niszczyciele „John D. Ford” i „Pope”, znacznie słabsze od okrętów japońskich, po kilkunastominutowych manewrach i wymianie ognia, podczas których nie udało im się przedrzeć przez cieśninę na północ, zawróciły na południe i opuściły pole boju. Jeszcze przez kilka minut oba japońskie niszczyciele ostrzeliwały omyłkowo siebie nawzajem, jednak bez strat.
Około dwie godziny później, po godz. 1:30 w nocy 20 lutego, okręty w cieśninie zostały zaatakowane przez drugą grupę aliancką, nadpływającą również od południa. Cztery amerykańskie niszczyciele wystrzeliły torpedy, lecz nie dosięgnęły one celu. W następującym pojedynku artyleryjskim uszkodzony został niszczyciel USS „Stewart”, co rozbiło szyk aliancki. Następnie, japońskie niszczyciele uszkodziły płynący na końcu krążownik „Tromp”, który sam lekko uszkodził jednym trafieniem japoński „Oshio” (7 zabitych) i nieznacznie uszkodził „Asashio” (4 zabitych). Podczas ok. dziesięciominutowego pojedynku (2:07 – 2:16), mały i lekko opancerzony krążownik „Tromp” został dość poważnie uszkodzony, otrzymując 11 trafień (między innymi uszkodzeniu uległ system kierowania ogniem i przebiciu zbiornik paliwa poniżej linii wodnej, zginęło 10 członków załogi). Jego napęd jednak pozostał nienaruszony, przez co krążownik bez problemów odszedł na północ wraz z zespołem.
Odchodzący zespół aliancki został następnie ok. godziny 2:45 zaatakowany przez dwa kolejne japońskie niszczyciele, „Arashio” i „Michishio”, które pojawiły się w cieśninie od północy. Tym razem „Michishio” został ciężko uszkodzony i unieruchomiony na skutek ognia amerykańskich niszczycieli, przede wszystkim „Johna D. Edwardsa”, tracąc 13 zabitych i 83 rannych, po czym alianci wycofali się dalej na północ.
Ostatnia grupa aliancka, w składzie 7 holenderskich kutrów torpedowych, około 6 rano nie znalazła już przeciwnika. Rano, aliancki zespół z „Trompem” był także atakowany przez 9 japońskich bombowców z Makassar, lecz bezskutecznie.

## Podsumowanie
Pomimo zdecydowanej przewagi, zespół aliancki nie zdołał zatopić żadnych okrętów przeciwnika, tracąc samemu jeden niszczyciel (początkowe relacje alianckie mówiły o zatopieniu kilku jednostek japońskich, co jednak nie znalazło potwierdzenia). Aliantom nie udało się przeszkodzić Japończykom w opanowaniu lotniska na Bali, przy czym zmniejszeniu uległ potencjał bojowy floty ABDA. Uszkodzony krążownik „Tromp” musiał być skierowany 23 lutego do Australii na remont (unikając jednak tym samym prawdopodobnego podzielenia losu innych okrętów ABDA, zatopionych w bitwie na Morzu Jawajskim i późniejszych starciach). Z kolei niszczyciel USS „Stewart”, naprawiany w doku w Surabai, został samozatopiony tam przed zdobyciem Jawy przez Japończyków (następnie przez nich zdobyty, wyremontowany i wcielony jako eskortowiec P-102).
Główną przyczyną niepowodzenia było słabsze wyszkolenie marynarzy alianckich w walkach nocnych oraz wzajemne niezgranie okrętów, pochodzących z różnych państw. Według części opinii, błędem alianckiego dowództwa była decyzja ataku w dwóch grupach, zamiast jednym silniejszym zespołem. Niewątpliwie błędem był także brak umiejętności skutecznego wykorzystania lekkich krążowników pierwszej fali.

## Siły
† – okręty zatopione

# – okręty poważnie uszkodzone

### Alianci
- Zespół Uderzeniowy ABDA – kadm. Karel Doorman
  - Pierwsza grupa – kadm. Doorman
    - lekkie krążowniki „De Ruyter” (okręt flagowy), „Java”
    - niszczyciele: „Piet Hein”†, USS „John D. Ford”, USS „Pope”

  - Druga grupa:
    - lekki krążownik „Tromp”#
    - niszczyciele: USS „Stewart”#, USS „Parrott”, USS „John D. Edwards”, USS „Pillsbury” (58. Dywizjon Niszczycieli, okręty typu Clemson)

  - Trzecia grupa
    - 7 kutrów torpedowych TM-5, TM-8, TM-9, TM-10, TM-11, TM-13, TM-15

### Japonia
- 8 Dywizjon Niszczycieli:
  - pierwsza grupa: niszczyciele „Oshio”, „Asashio” (typu Asashio)
  - druga grupa: niszczyciele „Arashio”, „Michishio”# (typu Asashio)
- transportowce „Sagami Maru”, „Sasago Maru”